# Албанский Красный Крест
Албанский Красный Крест (ARC) (алб. Kryqi i Kuq Shqiptar, KKSH) — национальная организация Красного Креста в Албании, является членом Международного движения Красного Креста и Красного Полумесяца. Старейшая гуманитарная организация в Албании, она была основана в октябре 1921 года и официально признана Движением Красного Креста и Красного Полумесяца в 1923 году. Штаб-квартира организации расположена в столице Албании Тиране, а 39 её филиалов оказывают гуманитарную помощь по всей стране в соответствии с основополагающими принципами движения Красного Креста и Красного Полумесяца.

## История Албанского Красного Креста

### Основание
Деятельность движения Красного Креста в Албании началась в 1920 году, когда гуманитарная помощь от Американского Красного Креста была доставлена в тыл албанской армии. Уже 4 октября 1921 года было основано Албанское общество Красного Креста, а первый устав организации был принят в 1922 году. В первый год своего существования она начала издательство собственного журнала, взяла на себя управление приютами, оказывала помощь беженцам из близлежащих регионов. В 1923 году Международный комитет Красного Креста официально признал Албанский Красный Крест, сделав его 38-м национальным обществом.

### 1920—1940
На протяжении второй половины 1920-х и 1930-х годов Албанский Красный Крест расширял свое присутствие по всей Албании. Была открыта школа медсестер, обучающая медсестёр для дальнейшей медицинской помощи беднейших и наиболее уязвимых слоям населения. Совместно с Французским Красным Крестом была разработала программа раздачи молока для детей, страдающих от недоедания. В течение этого периода деятельность организации финансировалась за счет благотворительных пожертвований албанского народа, при значительной поддержке со стороны албанской диаспоры, особенно из Соединенных Штатов.
Во время Второй Мировой войны основная деятельность Албанского Красного Креста была направлена на греко-итальянский фронт. Был построен фронтовой полевой госпиталь, а также открыто отделение для оказания помощи населению в поиске пропавших без вести членов семьи. В первые послевоенные годы Албанский Красный Крест раздавал продовольствие, одежду и наличные деньги. В крупных городах были созданы приюты для пожилых людей.
Когда новое коммунистическое правительство начало социалистическое переустройство страны, деятельность Албанского Красного Креста адаптировалась к новому направлению. Конец 1940-х годов был периодом высоких темпов индустриализации, и Албанский Красный Крест принял решение проводить курсы оказания первой помощи на рабочих местах и строительных площадках, так же была открыта больница для лечения рабочих, строящих железную дорогу Дуррес-Эльбасан. Он также открыл два детских сада для детей работающих женщин, пять детских домов и дом престарелых.

### 1950—1990
В 1950-х и 1960-х годах Албанский Красный Крест постепенно начал испытывать влияние других, якобы, гуманитарных организаций в Восточной Европы, которые де-факто были агентами правительственной пропаганды национальных программ здравоохранения, а не независимыми гуманитарными организациями. К 1969 году бо́льшую часть деятельности Албанского Красного Креста взяло на себя государство, в связи с этим, организация временно прекратила свою деятельность в 1969 г. по 1990 г..

### 1991 — Наше время
В 1991 году Албанский Красный Крест возобновил свою деятельность. Албанское правительство ратифицировало Женевские конвенции в 1993 году, а в 1994 году Албанскому Красному Кресту вновь был предоставлен официальный статус. С тех пор он превратился в крупнейшую гуманитарную организацию в Албании и развила свою деятельность во многих областях.

## Статус организации
Албанский Красный Крест, в соответствии с Законом № 7864 от 29 сентября 1994 года, был признан парламентом Албании как независимая добровольческая гуманитарной организации. Являясь членом Международного движения Красного Креста и Красного Полумесяца, он руководствуется Женевскими конвенциями. Правительство Албании предоставляет бюджетные средства Албанскому Красному Кресту для осуществления конкретных гуманитарных мероприятий. Так же организация освобождена от уплаты налогов.

## Внешние ссылки
- Албанский Красный Крест
- Международный Комитет Красного Креста на Балканах